# Rattus leucopus ringens
Rattus leucopus ringens is een ondersoort van de rat Rattus leucopus die voorkomt in het zuiden van Nieuw-Guinea.
De vacht is vrij hard en stekelig. De rug is geelbruin, de buik crèmekleurig. De oren zijn lichtbruin en spaarzaam behaard. De kop-romplengte bedraagt 142 tot 215 mm, de staartlengte 126 tot 195 mm en de achtervoetlengte 32 tot 44 mm. Jonge dieren hebben een zachte vacht, waarvan de rug bruin en de buik wit of wit met grijs is. De voeten zijn ook bedekt met witte haren. Vrouwtjes hebben 1+2=6 mammae.